# 豆腐

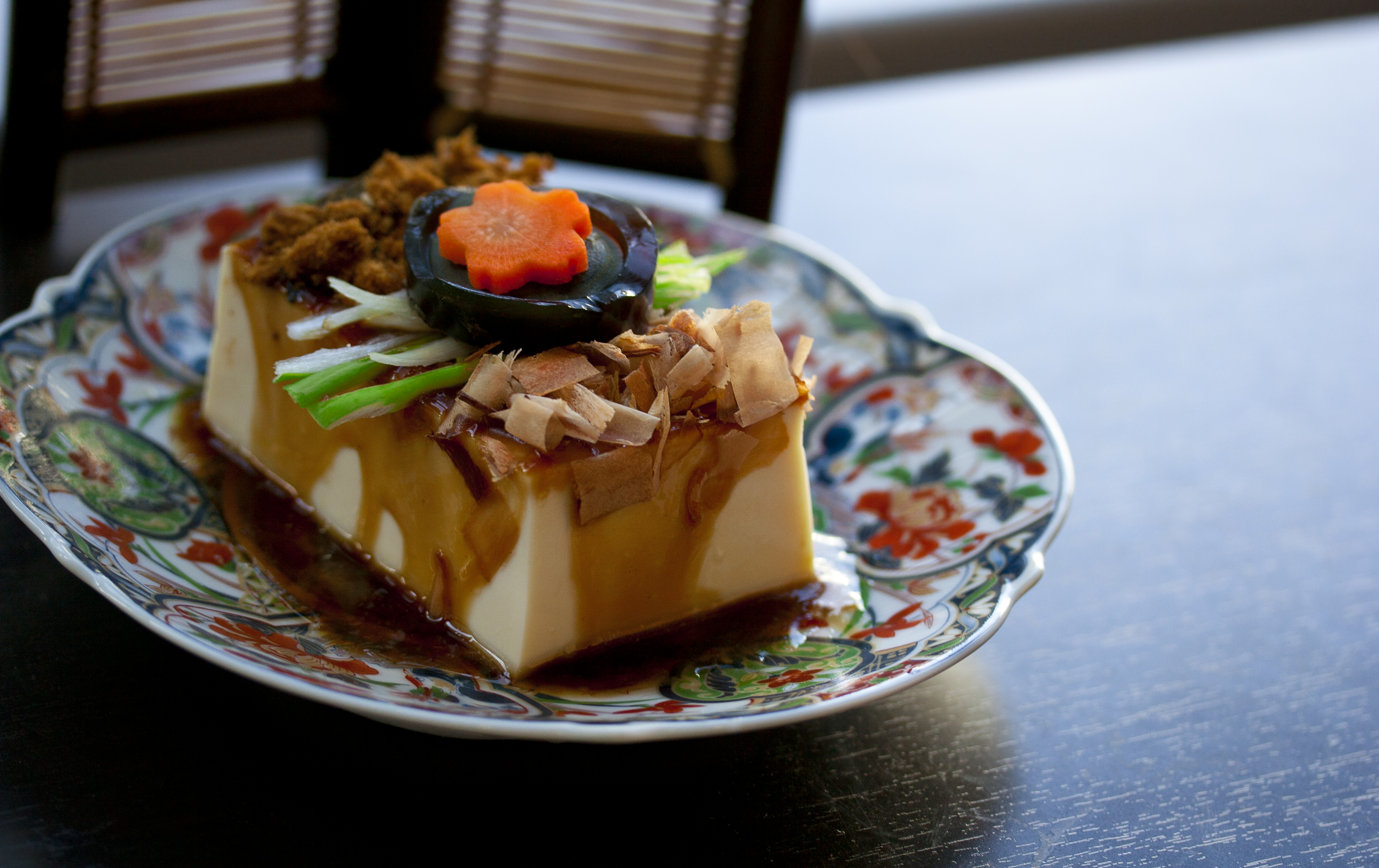
皮蛋豆腐

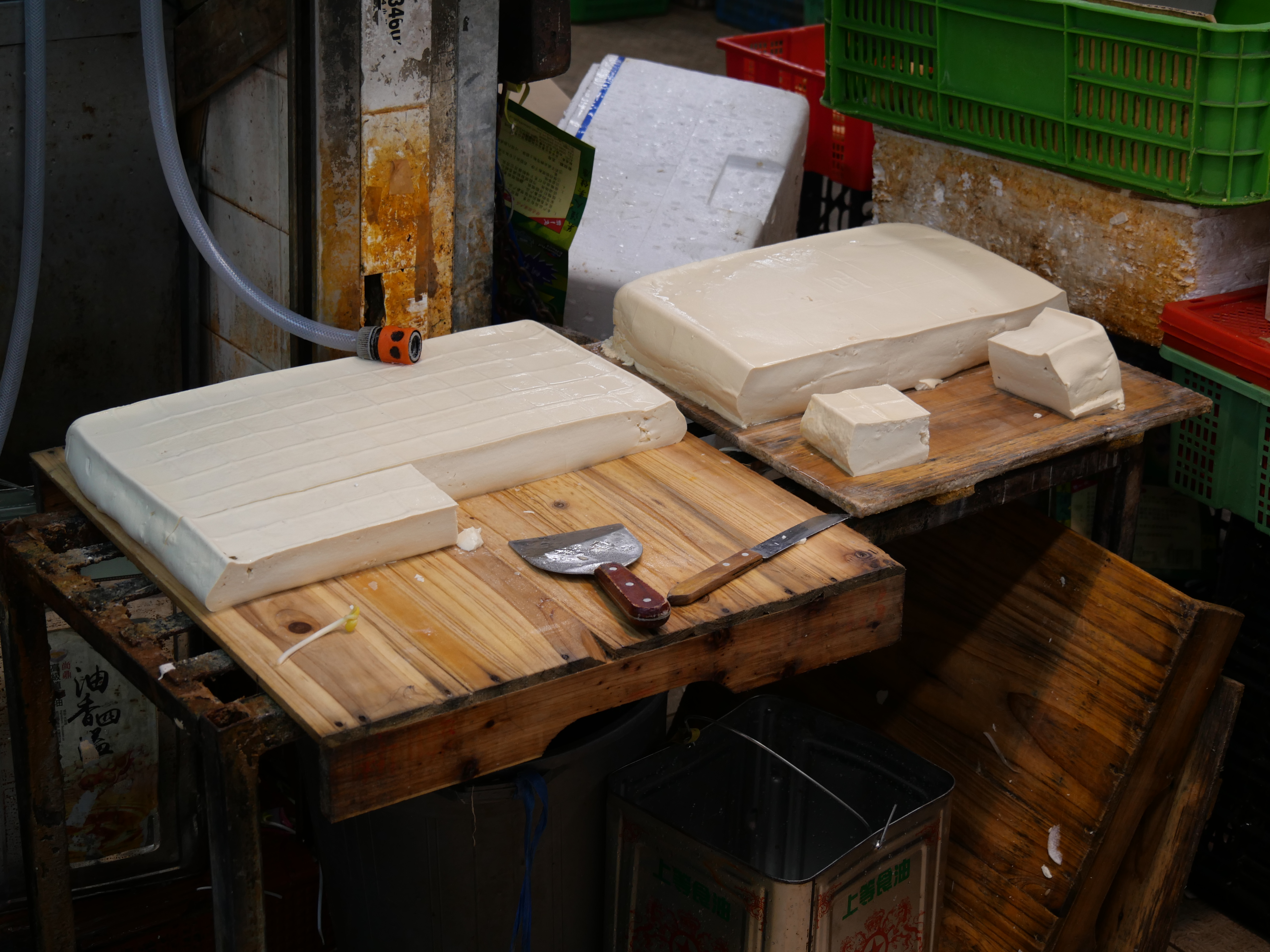
一贩卖生豆腐的摊位

豆腐是一种以黃豆为主要原料的黃白色形塊狀豆製品食物，起源於中国，在中国大陆、港澳、台灣、日本、韩国、越南、新加坡、馬來西亞、印度尼西亞、印度 、尼泊爾等地很普遍。它是一种口感松软滑嫩的食物。

## 歷史
豆腐别称黎祁，相传爲漢景帝前元十六年（前141年），由淮南王劉安所發明。劉安在八公山上燒藥煉丹的時候，偶然以卤水點豆汁，從而發明豆腐。袁翰青以為是五代才有豆腐。日本学者筱田统根據五代陶穀所著《清異錄》“为青阳丞，洁己勤民，肉味不给，日市豆腐数个。邑人呼豆腐為「小宰羊」”，认为豆腐起源于唐朝末期目前关于豆腐发明人的记载，最早见于五代谢绰的《宋拾遗录》“豆腐之术，三代前后未闻此物，至汉淮南王亦始其术于世。”宋代朱熹则作诗说：“种豆豆苗稀，力竭心已腐。早知淮南术，安坐获帛布。”并自注：“世传豆腐本为淮南王术”。南宋诗人陆游记载苏东坡喜欢吃蜜饯、豆腐和麵筋；吴自牧《梦粱录》记载，京城临安的酒铺卖豆腐脑和煎豆腐。
目前关于豆腐的传统制法的文字记载，最早见于北宋。寇宗奭《本草衍义》：“生大豆，又可硙为腐，食之。”元代郑允端“豆腐”诗中有“磨砻流玉乳”。
在由汉到明的过程中，豆腐制作方法的记录，完全不予正式书面记载。《齐民要术》、《梦溪笔谈》和《天工开物》中都全无豆腐制作方法的记载。明李时珍首次比较完整记载传统豆腐生产过程。《本草纲目》谷部卷25"豆腐”：“凡黑豆、黄豆及白豆、泥豆、豌豆、绿豆之类，皆可为之。水浸，硙碎。滤去渣，煎成。以卤汁或山矾叶或酸浆醋淀，就釜收之。”其生产过程是：选豆一浸豆→磨豆→滤浆→煮浆→点浆→成型，这也就是传统豆腐生产的基本过程。生豆浆有毒，必须煮沸（“煎成”）使蛋白质变性才能消去其毒性而可食用。《本草纲目》中亦说：“豆腐之法，始于前汉刘安”。
1960年在河南密县打虎亭东汉墓发现的石刻壁画，再度掀起豆腐是否起源汉代的争论。《李约瑟中国科学技术史》第六卷第五分册《发酵与食品科学》一书的作者黄兴宗，综合各方见解，认为打虎亭东汉壁画描写的不是酿酒，而是描写制造豆腐的过程。但他认为，汉代发明的豆腐未曾将豆浆加热，乃是原始豆腐，其凝固性和口感都不如现在的豆腐，因此未能进入烹调主流。1968年河北满城中山靖王刘胜墓中发现花岗岩豆腐水磨。《汉书》记载刘胜死于汉武帝元鼎四年（前113），比刘安晚10多年。
日本传统的观点，认为唐代鑒真和尚在公元757年東渡日本時把製作豆腐的技術傳入日本，日本人視鑒真為祖師，不过，学者们至今还没有找到日本在唐代有豆腐的证据。1183年日本朝廷管员神主中臣佑重的日记中记载有“唐腐”，约半世纪后，有一封日本僧人日连上人的书信中出现“磨り豆腐”（すりどうふ，suridofu），可能是一种豆腐。到十四世纪，日本文献中多次出现“唐腐”、“唐布”等词，而“豆腐”一词，迟至1489年才出现于日本。天明二年（1782年），大阪曾谷學川出版了一部名為《豆腐百珍》的食譜，書中介紹了100多種豆腐的烹飪方法。
豆腐在宋朝時傳入朝鮮，19世紀初才傳入歐洲、非洲和北美。如今豆腐在越南、泰國、韓國、日本等國家已成為主要食物之一。
1665年多明我会會士闵明我（Domingo Fernández de Navarrete）在《旅行记》中最早向欧洲人介绍一种在中国上自帝王下至平民多食用的食物：豆腐「teu fu」还介绍豆腐制法。
隨著中西文化交流，以及素食主義和健康食品日趨重要，在20世紀末期廣為西方食用。現今，在西方的亞洲产品市场、農產品市場、健康食品店和大型超級市場都能買到豆腐。

## 制作方法
明代李时珍《本草纲目》详细记述了制造豆腐的工艺。
豆腐的原料是黄豆、绿豆、白豆、豌豆等。先把豆去壳筛净，洗净后放入水中，浸泡适当时间，再加一定比例的水磨成生豆浆。接着用特制的布袋将磨出的浆液装好，收好袋口，用力挤压，将豆浆榨出布袋。一般榨浆可以榨两次，在榨完第一次后将袋口打开，放入清水，收好袋口后再榨一次。
生豆浆榨好后，放入锅内煮沸，边煮边要撇去面上浮着的泡沫。煮的温度保持在九十至一百一十摄氏度之间，并且需要注意煮的时间。煮好的豆浆需要进行点卤，經蛋白質變性以凝固。点卤的方法可分为盐卤、石膏两种。盐卤的主要成分是氯化镁，石膏的主要成分是硫酸钙。用石膏点卤的话先要将石膏焙烧至刚刚过心为止，然后碾成粉末加水调成石膏浆，沖入剛從鍋內舀出的豆漿里，並用勺子輕輕攪勻。不久之後，豆浆就会凝结成豆腐花。
若要進一步將豆腐花製成豆腐，則在豆腐花凝結的約15分鐘內，用勺子輕輕舀進已鋪好包布的木托盆或其它容器里。盛滿後，用包布將豆腐花包起，蓋上木板，壓10至20分鐘，即成水豆腐。
若要制成豆腐干，須將豆腐花舀進木托盆里，用布包好，蓋上木板。然後在板上堆上石頭，壓盡水分，即成豆腐乾。

### 現代制作方法
黃豆乾燥儲存備用，浸水之前可以去皮，也可以不去皮，去皮後的黃豆所製成的豆腐也會較白。使用電動磨加水磨細，再將初漿添加熱水於有細濾網之攪拌機中攪拌過濾豆渣，以萃取出微熱生豆漿。過濾之後的豆渣亦可煎炸入菜，或餵給豬吃。將微熱之生豆漿引至蒸氣加熱之鍋中煮沸，再引入容器中與石膏水充分混合，並等待其凝固成豆花。然後再用抽吸方式將打碎豆花引入鋪好細布木製底座與邊框之長方體組合模型中，高度較長寬較小，適當的大小與高度的模具可以於製造與運送時重疊，增加效率。底座有格紋使豆腐成型後表面更加美觀，並銷售給小販後供其沿格線手工切割，以零售不同大小給不同客戶。木模的使用是因為木製模型可以迅速排水，而且耐石膏解離後之硫酸根水，木模的材質會影響排水的快慢速度。再將木製上蓋置於用布包好之碎豆花之上，使用油壓驅動的加壓器擠壓包在布中之豆花，持續加壓，將水逼出至一定分量後即可製成豆腐。然後再逼出更多水分後即可製作成白豆干，尚須上色後方可製作成黑豆干或黃豆乾。而現代大量製造的豆腐，有些好像並未將之逼出水分來，僅僅盛於容器中待其凝固而已。豆花受壓出水成豆腐或豆乾之型，即可移除上蓋與邊框木模具，用機器切割豆腐成小塊。

## 營養
豆腐含有多种营养物质。主要是蛋白质和所添加的钙或镁等金属元素，以及核黃素、尼克酸、維生素E等，不但能降低體內膽固醇，還有助於神經、血管、大腦的發育生長。
100克豆腐含鈣量為140－160毫克，豆腐又是植物食品中含蛋白質比較高的食品之一，它含有8種人體必需的氨基酸，還含有動物性食物缺乏的不飽和脂肪酸、卵磷脂等。豆腐營養豐富，含有鐵、鈣、磷、鎂和其他人體必需的多種微量元素，還含有醣類、植物油和豐富的優質蛋白，素有“植物肉”之美稱，由於維生素的豐富，古代的東亞水手便會攜帶和製作豆製品來應付長遠的海上航行。豆腐的消化吸收率達95%以上。兩大塊豆腐，即可滿足一個人一天鈣的需要量。
豆腐含有丰富的大豆异黄酮。

## 种类
豆腐的包裝內含有水，主要分為以下種類：
- 軟豆腐（嫩豆腐）質地像布丁和蒸蛋般的柔軟。南豆腐属于软豆腐。
- 板豆腐（老豆腐、硬豆腐），多了壓水的步驟。—摸起來是硬的，像西方的。北豆腐属于硬豆腐。
- 布包豆腐：口感較嫩，獨立用布包製成，浸水中售賣，可用來炸或釀。
- 冰豆腐（凍豆腐）：將板豆腐放進冰箱冷凍庫內冷凍再解凍，內部呈蜂巢狀，所以會吸收湯汁的味道，最好用來紅燒、煮湯或火鍋。
- 豆腐乾：豆腐脫水後成白豆乾，加五香滷水汁製成五香豆乾，通常切成絲或粒炒。
- 油豆腐：也可称为豆腐泡。经过磨浆、压坯、油炸等多道工序制作而成，色泽金黄，豆腐细致绵空，富有弹性。
- 絹豆腐：起源于日本，这种豆腐的质地比较细腻，絹豆腐以布擠壓出一些水分即為木棉豆腐。
- 島豆腐
- 千張：在中國華北地區稱作「豆腐皮」，在東北叫「干豆腐」，在江蘇省南部稱作「百葉」，贛、皖地區稱為千張，湖南岳陽稱千漿皮子，是一種非常薄的豆腐乾。「千張」的名字，即是形容其薄，且常很多張層疊出售。
- 內酯豆腐：起源于日本，並不使用氯化鎂或硫酸鈣而是使用葡萄糖酸內酯作為凝固劑。质感比传统卤水豆腐或石膏豆腐细腻软嫩。

其他豆類制成的豆腐種類︰
- 緬甸豆腐
- 印尼天貝

## 食用

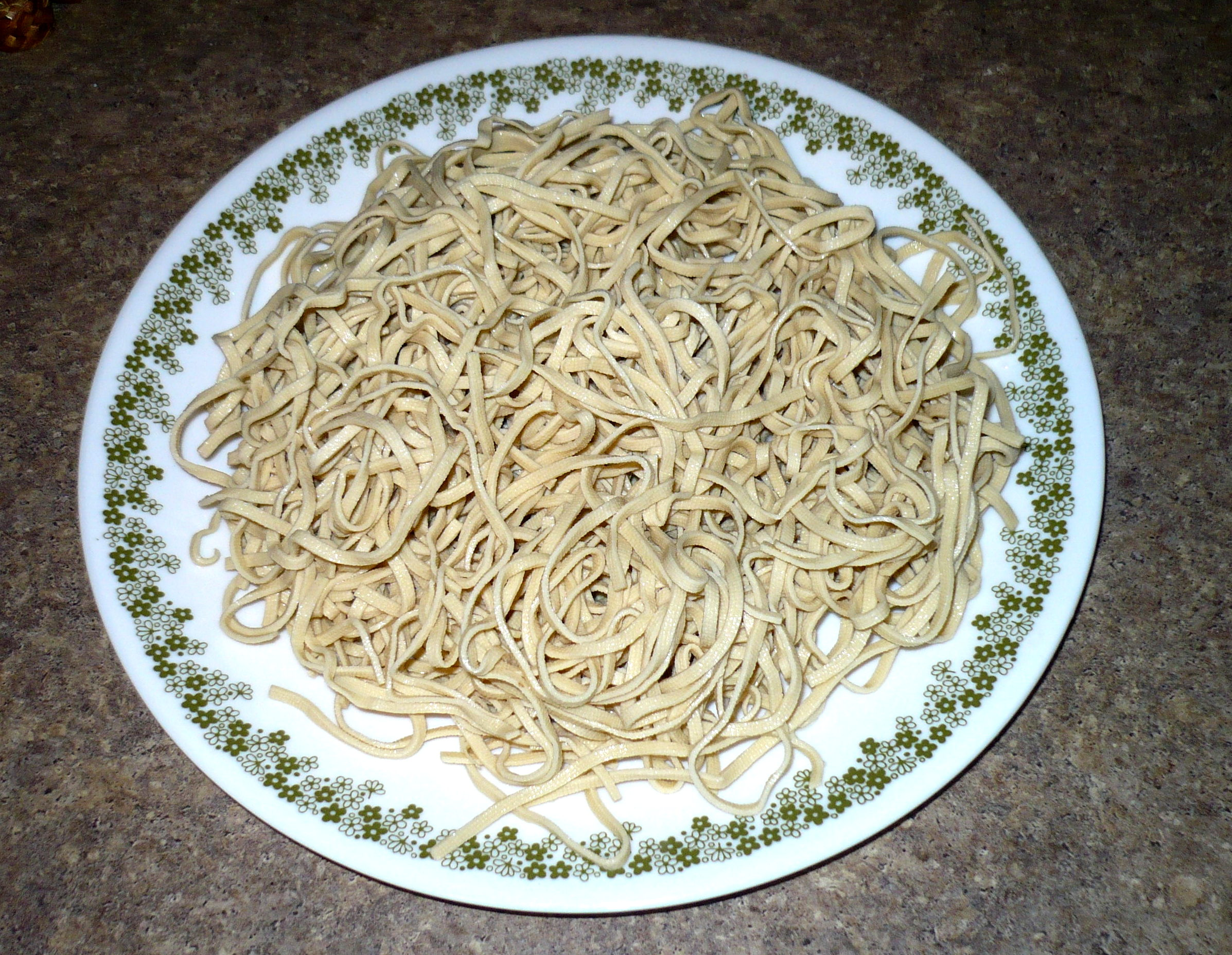
豆腐丝
素鸡
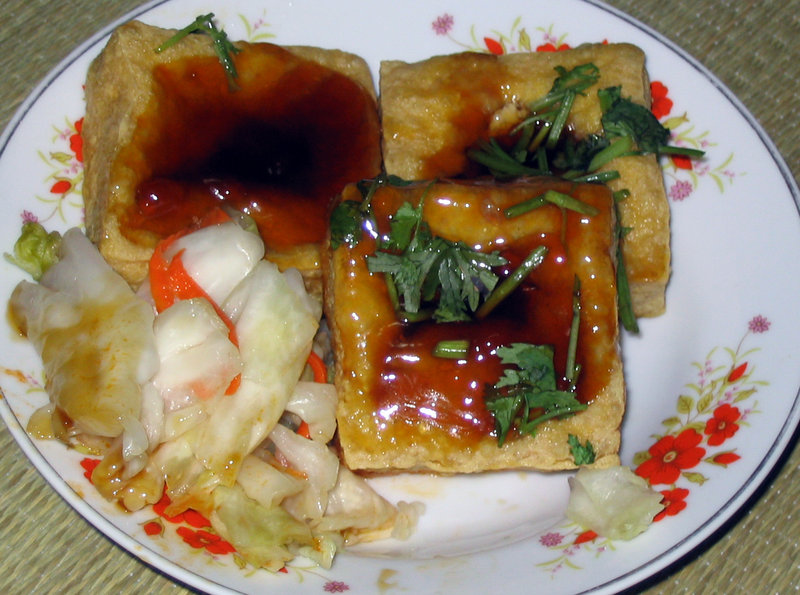
台式油炸臭豆腐
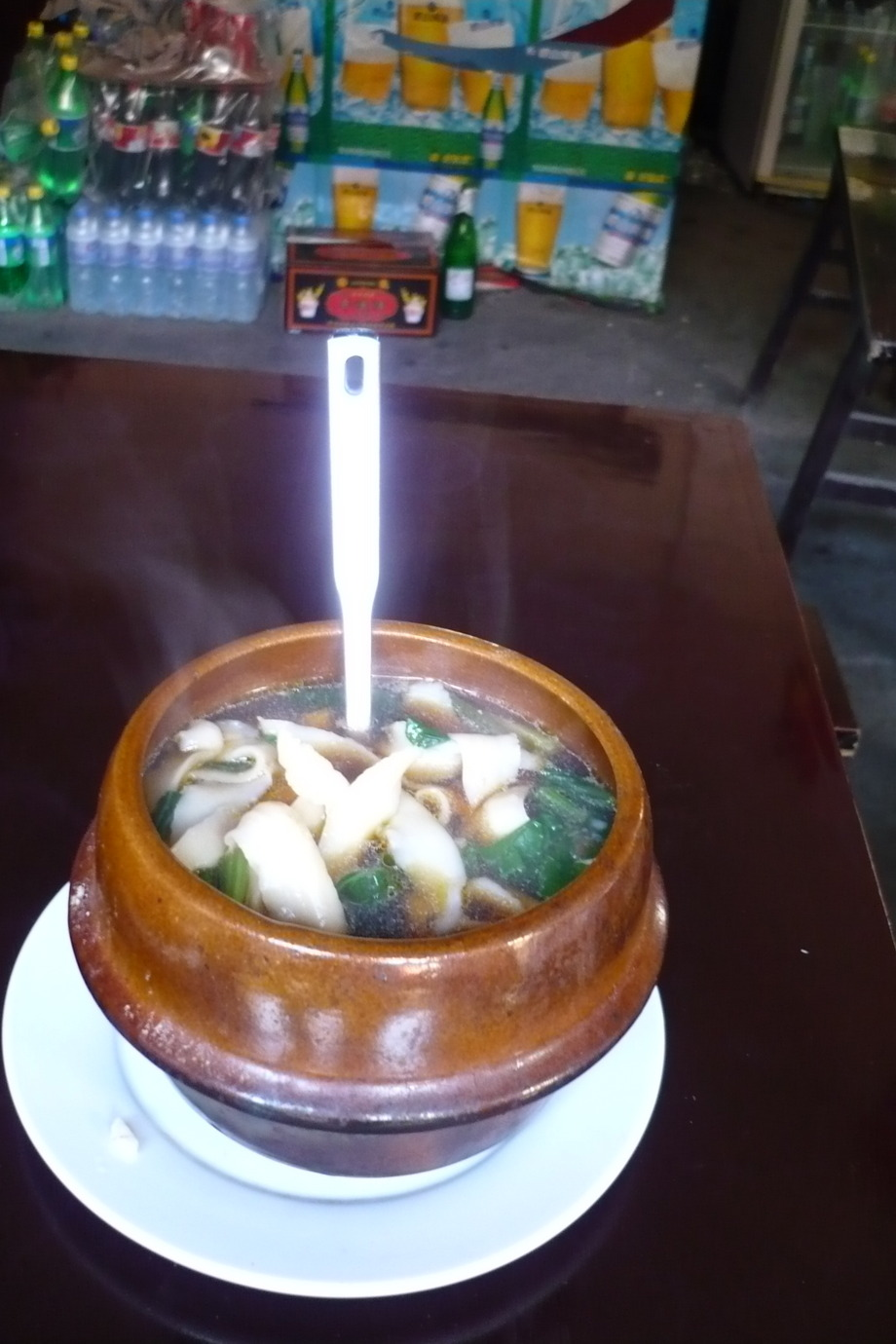
孔府熏豆腐
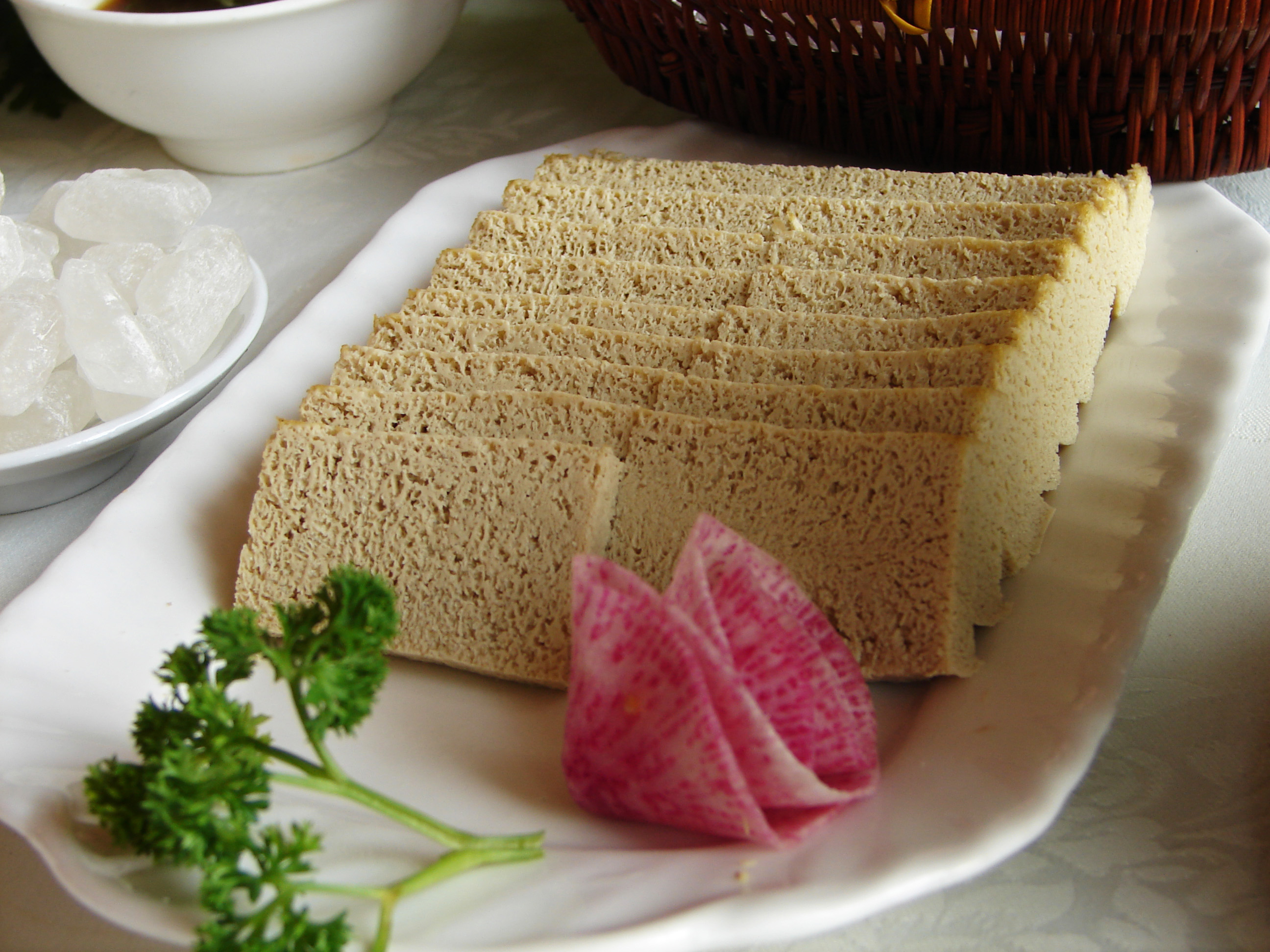
凍豆腐
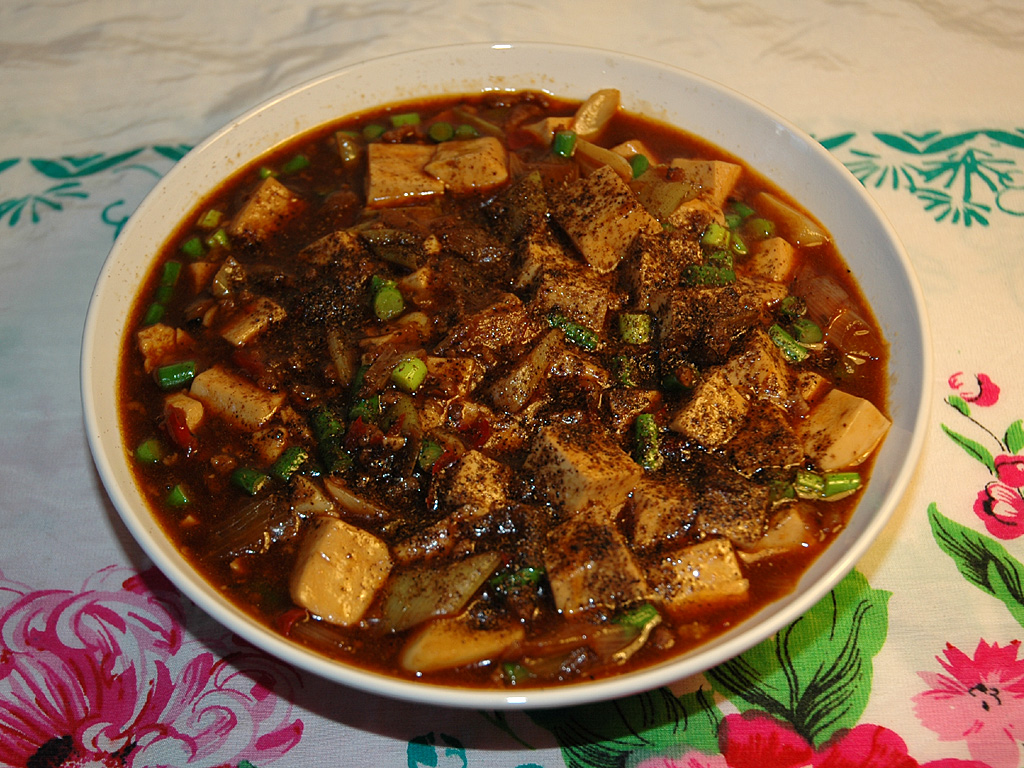
麻婆豆腐
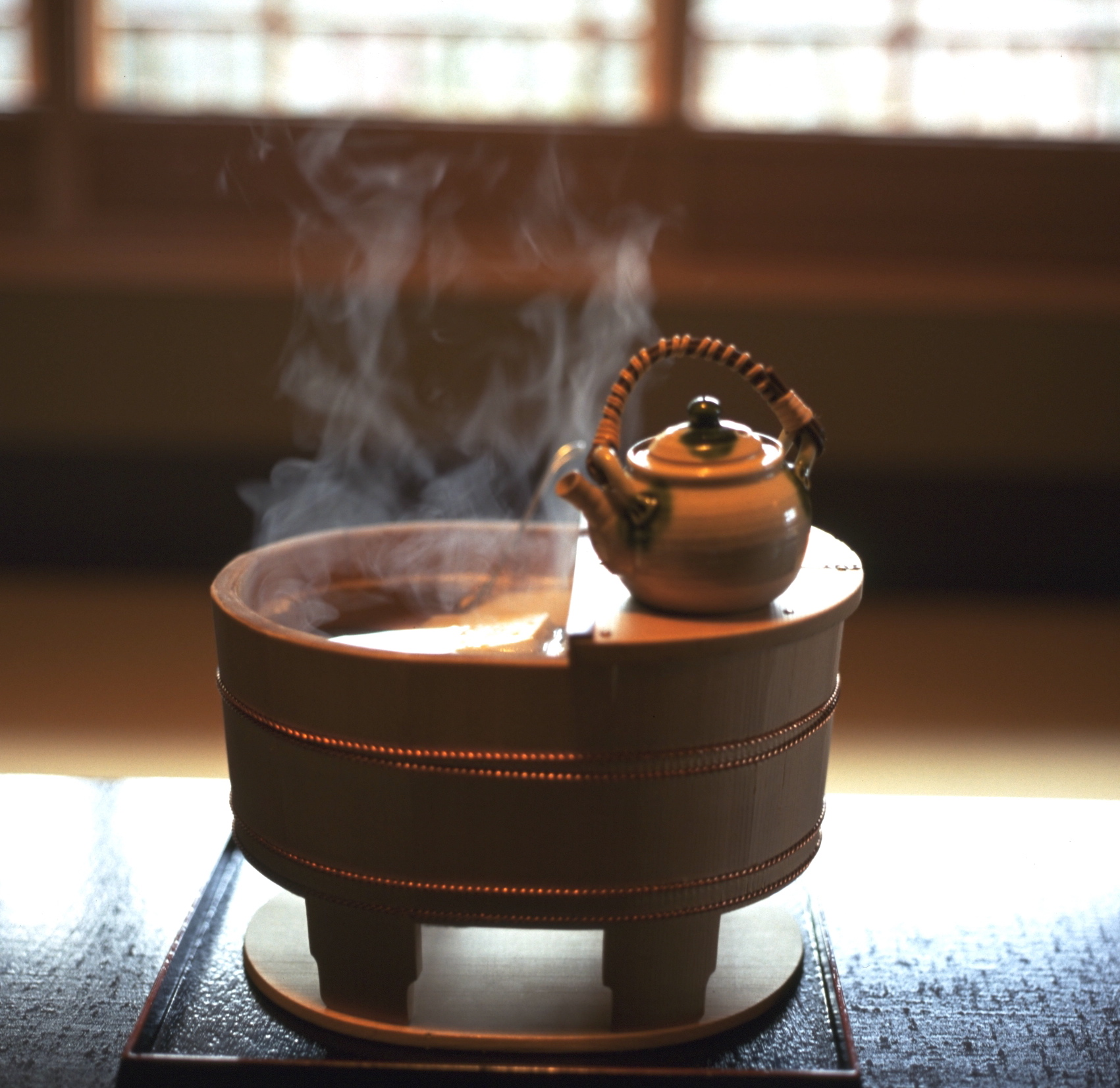
京料理的湯豆腐
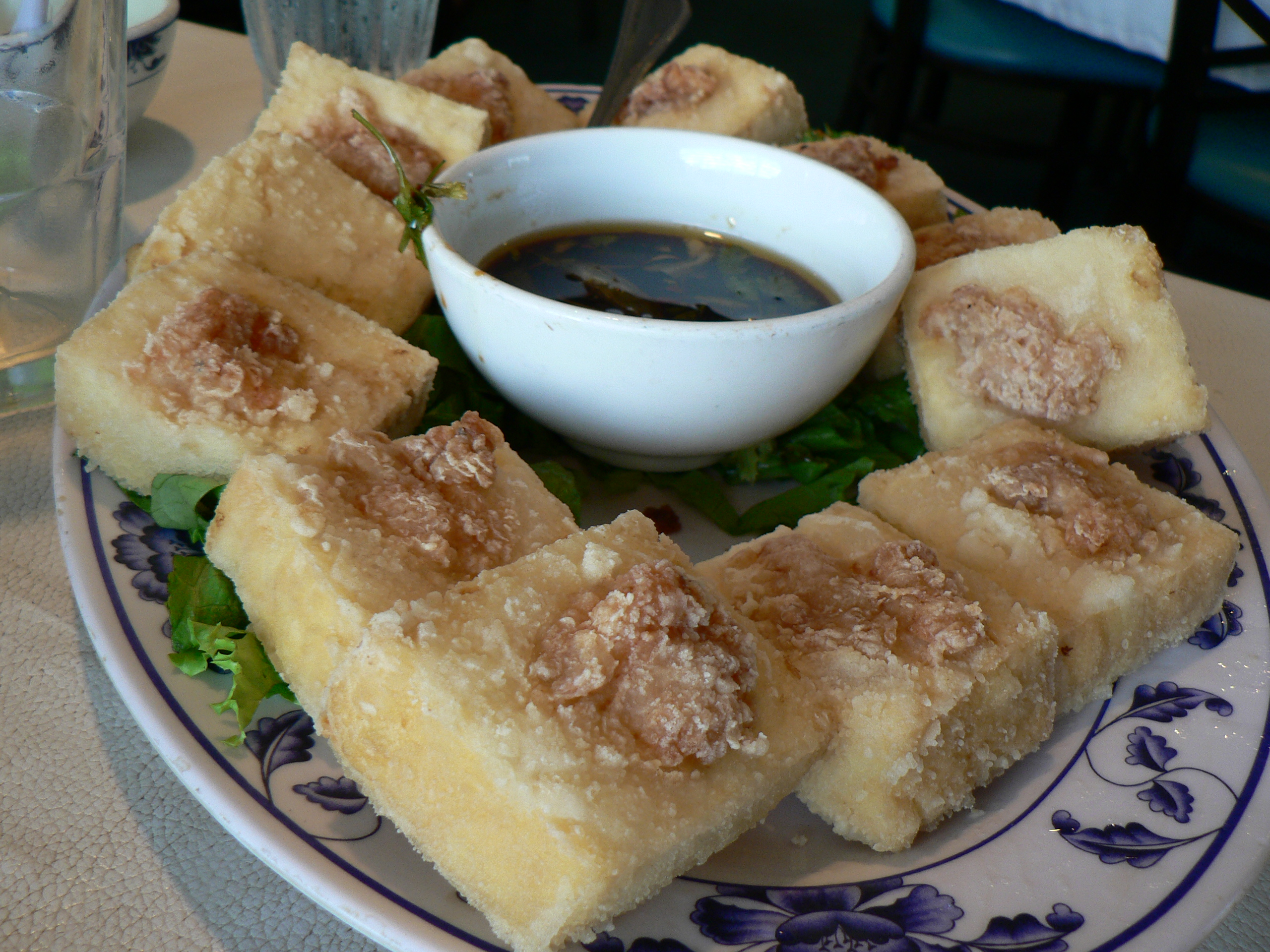
粵式炸豆腐
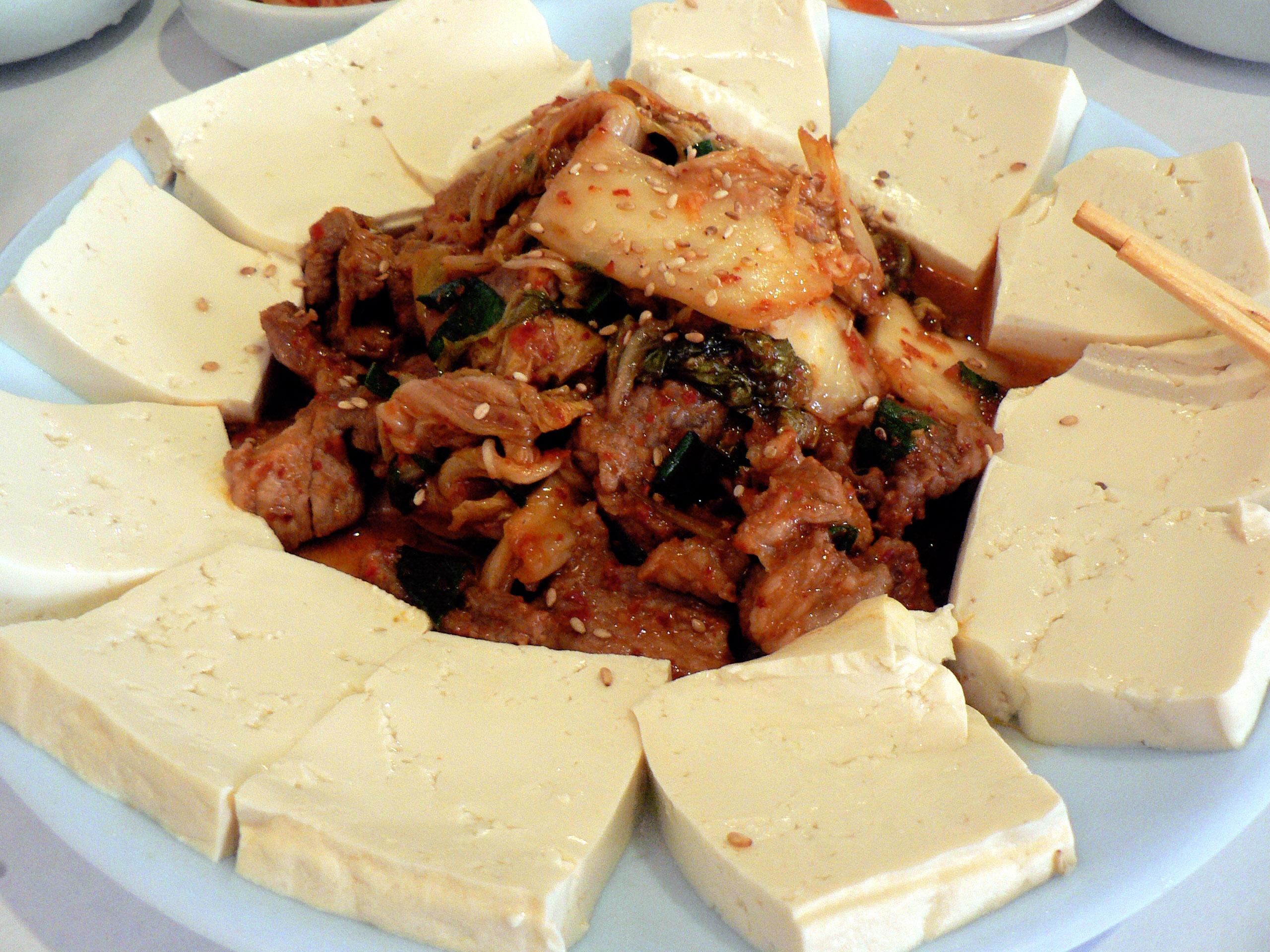
韓式泡菜豆腐
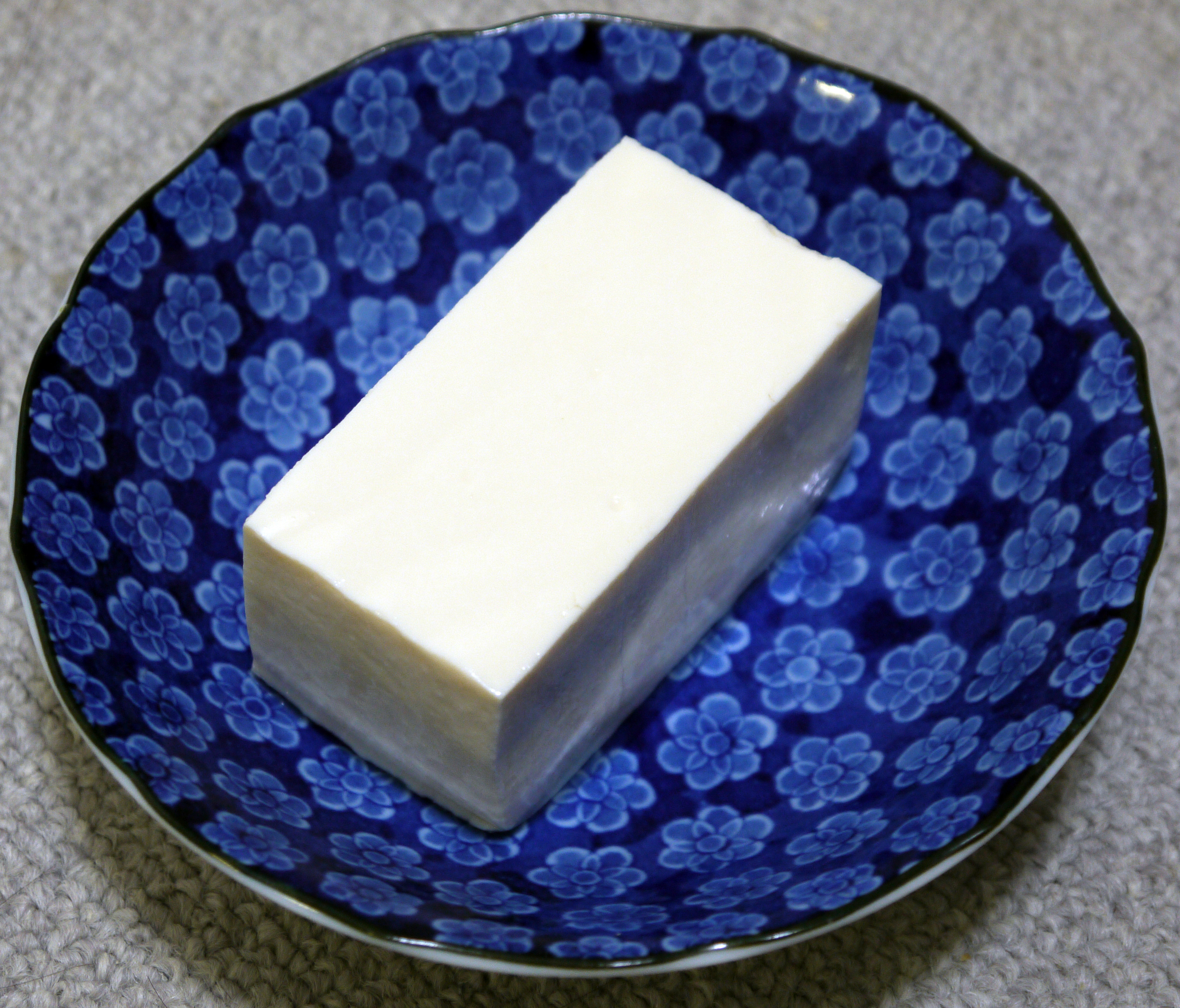
日式製法的嫩豆腐
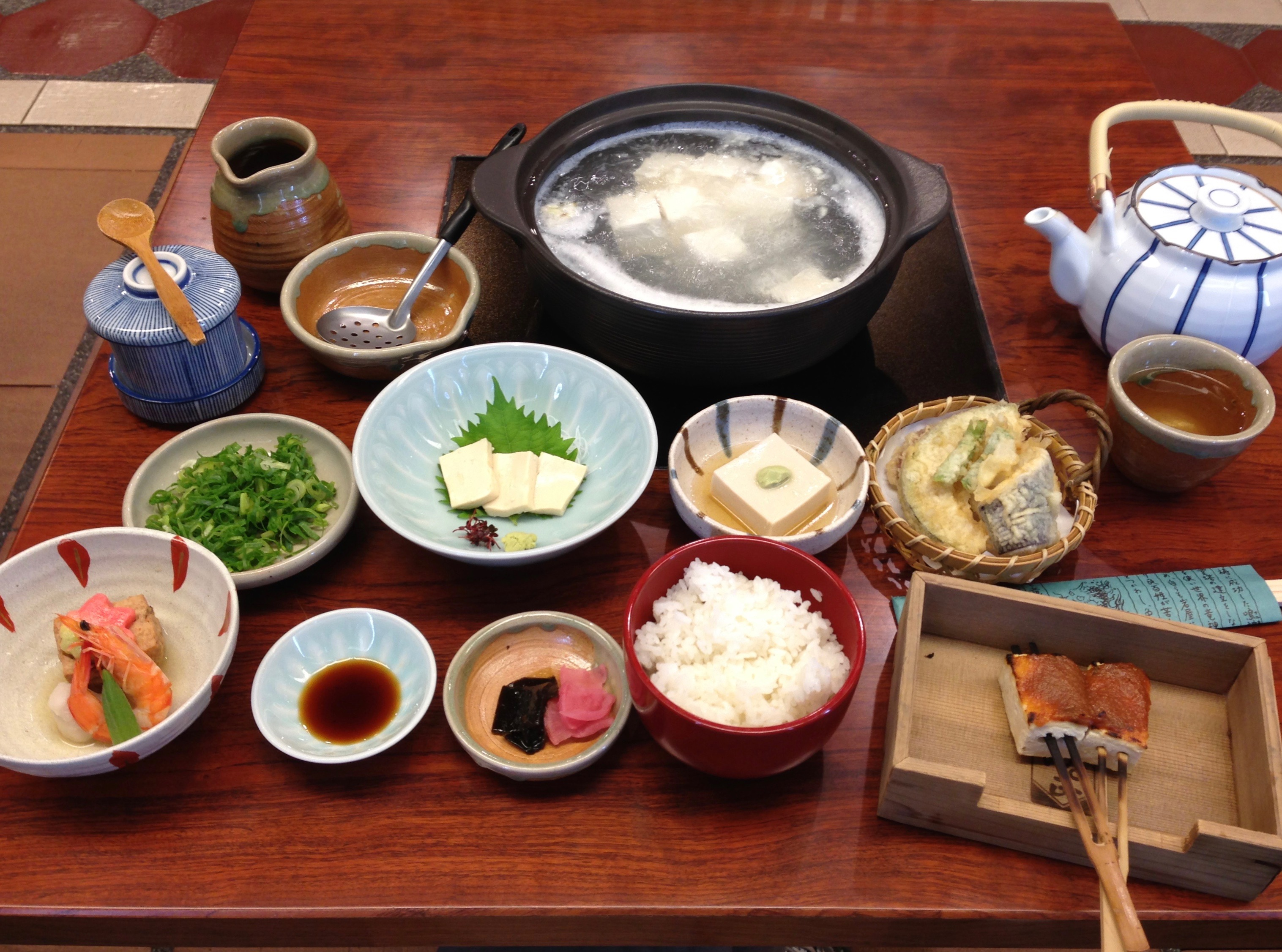
日本京都的湯豆腐料理
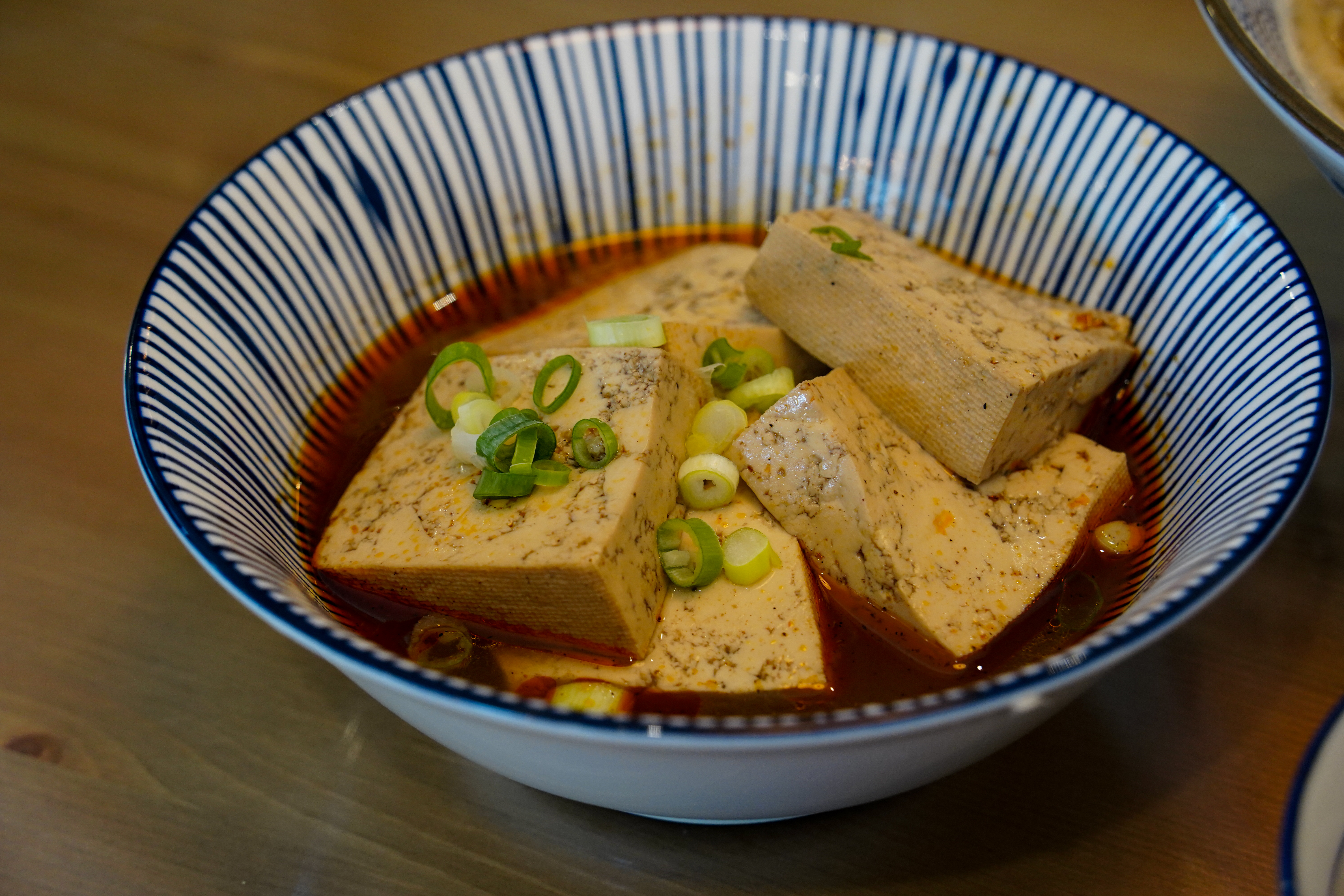
麻辣豆腐

《素食說略》卷3“豆腐”云：“豆腐作法不一，多係與他味配搭，不贅也。茲略舉數法。一切大塊入油鍋炸透，加高湯煨之，名炸煮豆腐。一不切塊，入油鍋炒之，以鐵勺攪碎，搭芡起鍋，名碎餾豆腐。一切大塊，以芝麻醬厚塗蒸過，再以高湯煨之，名麻裹豆腐。一切四方片，入油鍋炸透，加醬油烹之，名虎皮豆腐。一切四方片，入油鍋炸透，搭芡起鍋，名熊掌豆腐。均腴美。至於切片以摩姑或冬菜或春菜同煨，則又清而永矣。”
還有人喜食凍豆腐。袁枚《随园食单》说：“将豆腐冻一夜，切方块滚去豆味，…起蜂窝如冻腐”。
在亞洲人的菜餚中，豆腐可以是鹹的、辣的或成為甜品，它可以吸收其他材料的味道。
在美國和歐洲，豆腐經常與素食主義和禁肉主義連在一起。由於豆腐含有豐富的蛋白質，它也被製成肉類的替代食品。豆腐在全世界已廣為使用。
通常，硬豆腐切成塊狀，可以串代替肉串成烤肉；或是切成小丁狀芶芡煮成濃稠。軟豆腐則可當成甜品、煮成湯類、做為奶昔或醬汁使用。西方純素食主義者將豆腐的水分瀝乾後，當作起司撒在生菜沙拉上。
最硬的豆腐稱為豆乾或豆腐乾，因為它只含少許的水分。豆乾可以製成細長絲像麵條般，叫做乾絲，用來與肉絲、青菜或做成涼拌菜皆可。
最軟的豆腐在中國南方被製成甜品，稱為豆花。在中国大陆南方地区、港澳和台灣，夏季時食用豆花會加入冰糖水、軟花生仁和碎冰；冬季時，則食用熱豆花，豆花加入熱糖水和少許軟花生仁，或是再加上薑汁以趨寒。
新鮮的豆腐吃起來有一股黃豆的香味。豆腐如果沒有妥善保存或冰箱冷度不夠，很容易餿掉，可以聞到或吃到酸味，此時不可再食用。買回來的豆腐應連同包裝放進冰箱冷藏；若已打開包裝，則需要浸入加了少許鹽清水中，再放進冰箱，天天換上乾淨的清水，儘快在有效期限內食用。
豆腐本身氣味並不強烈，但是含有高蛋白質，因此可以被做成各式各樣的菜餚，像是起司、布丁、蛋或鹹火腿的味道等；再者，它的質地也可以製成和上述一模一樣。在台灣夏季時，一般人喜歡食用皮蛋豆腐—豆腐、皮蛋、醬油膏、柴魚絲和青葱末；早上吃稀飯時，熱豆腐淋上些醬油也是傳統之一。

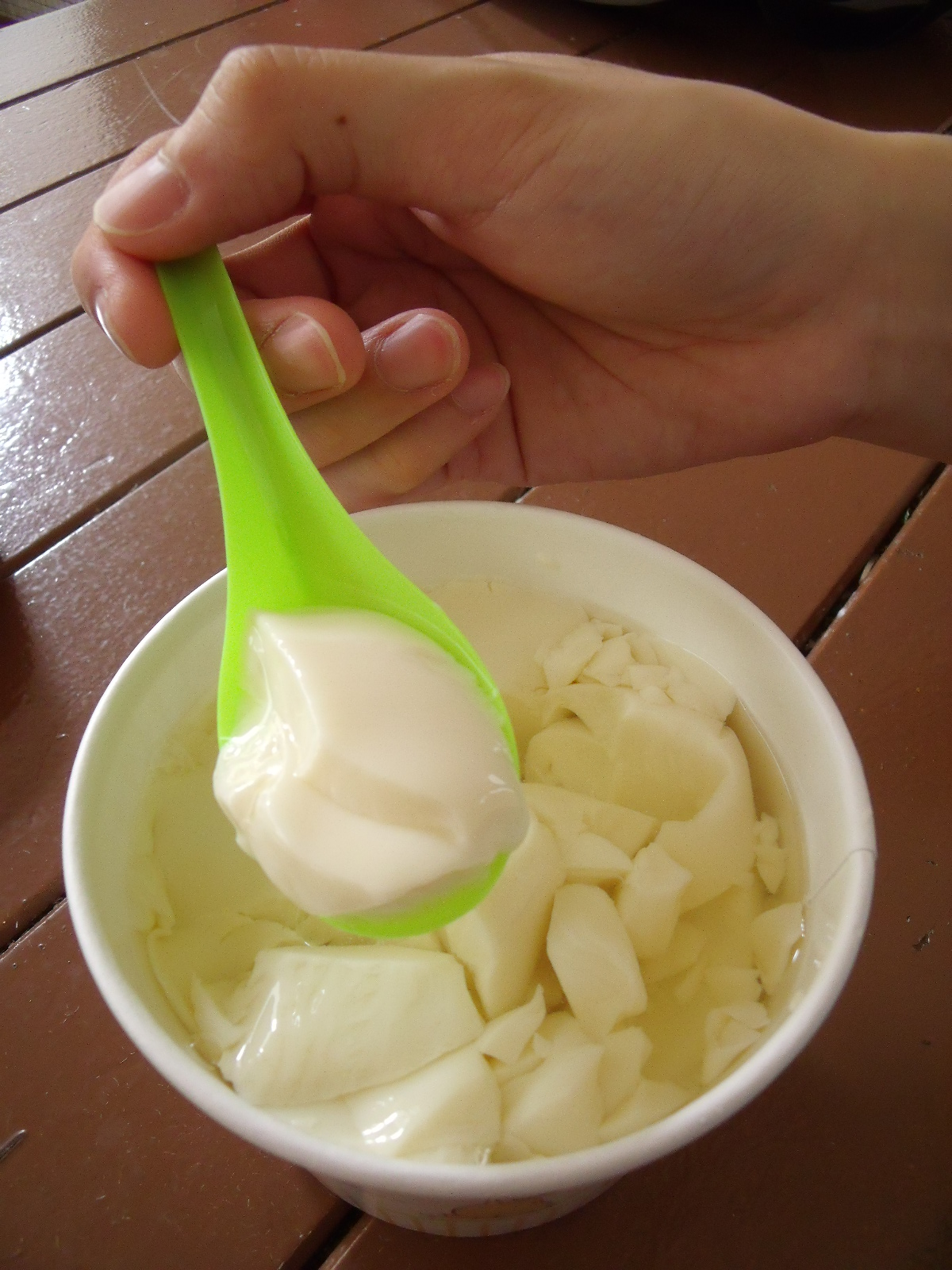
豆腐花

云南烧豆腐是中国云南地区的一种小吃。以豆腐经过适当的加工，产生特殊的香味，制成的一寸见方的小豆腐块为主料。食用前置于木炭作燃料的烧烤架上，烤制成两面焦脆。食用时，佐以特制卤水或者特制香油作为蘸水，配上云南小米辣、鱼腥草等其他佐料，蘸拌食用。主要有昆明风味烧豆腐（以卤水作为蘸水主汁）、建水风味烧豆腐（以香油作为蘸水主汁）等。現今可以買到各種口味的豆腐，炸豆腐和豆腐乾。

## 豆腐再加工食品
- 豆腐乳
- 臭豆腐
- 徽州毛豆腐
- 豆腐乾，由豆腐經過脫水、壓縮製成。

## 其他豆腐食品
- 酿豆腐，著名的客家菜
- 千張
- 熏豆腐
- 豆腐皮/腐竹
- 豆腐丝
- 茶乾
- 素鸡
- 豆花（全名豆腐花），又稱豆腐腦或豆凍
- 豆卜
- 油豆腐
- 豆巾

### 以“豆腐”为名的非豆制品
- 玉子豆腐，又称鸡蛋豆腐、日本豆腐，主原料為雞蛋。[18]
- 魚豆腐（油炸魚糕）主原料為魚漿。
- 杏仁豆腐主原料為杏仁、糖、鮮奶或奶粉。
- 血豆腐主原料為動物的血。
- 花生豆腐以花生加工而成，部分花生豆腐制作方法与大豆豆腐类似，但台湾和琉球的花生豆腐会加入米粉或番薯粉。

### 豆腐烹飪
- 麻婆豆腐
- 紅燒豆腐
- 作為牛奶的代替品：
  - 豆腐曲奇、豆腐雪糕、豆腐乳酪

## 相关俗语
- 吃豆腐：意思为占人便宜或性骚扰。
- 磨豆腐：形容女同性戀者的性行為。
- 冬瓜豆腐：粤语中意为三长两短，遭遇不测。
- 刀子口豆腐心：形容人言詞犀利嚴厲，但內心實則不忍苛責。
- 心急吃不了热豆腐：不应急于求成。